# Bothriochloa biloba
Bothriochloa biloba är en gräsart som beskrevs av Stanley Thatcher Blake. Bothriochloa biloba ingår i släktet Bothriochloa och familjen gräs. Inga underarter finns listade i Catalogue of Life.